# Pre-dreadnought csatahajó
A Pre-dreadnought csatahajó a páncélos, nehéz hadihajók egyik, elődeihez képest jelentős technikai előrelépést jelentő generációját, melyek az 1870-es években jelentek meg. Saját korukban ezek voltak a legnagyobb méretű, legerősebb, legfontosabb hadihajók. A típust a szintén brit HMS Dreadnought képviselte újabb, csupa nagyágyús (all big gun) generáció, az első egységről dreadnought csatahajóknak nevezett kategória váltotta fel, egy csapásra elavulttá téve az összes pre-dreadnoughtot. Maga a pre-dreadnought (Dreadnought előtti) kifejezés természetesen csak az HMS Dreadnought szolgálatba állítását (1906) követően, utólag terjedt el. 1906 előtt ezeket a hajókat a britek, az amerikaiak és a franciák hivatalosan a csatahajó (battleship, illetve cuirassé), a németek az egységsorhajó (Einheitslinienschiff) elnevezéssel illették. Három fő típusváltozata van, a központi üteges, a barbettás és a lövegtornyos pre-drednought csatahajó, a legelsőnél a fő lövegek erősen páncélozott központi citadellában, a másodiknál nyitott barbettákban, a legutolsónál pedig már teljesen zárt, páncélozott lövegtornyokban kaptak helyet. Megkülönböztethetünk továbbá a fő lövegek kalibere és a páncélzat erőssége alapján I. és II. osztályú pre-drednougt csatahajókat. A típusból egyetlen egység, a brit építésű, de japán szolgálatban álló Mikasza maradt fenn napjainkra, múzeumhajóként.

## Képek

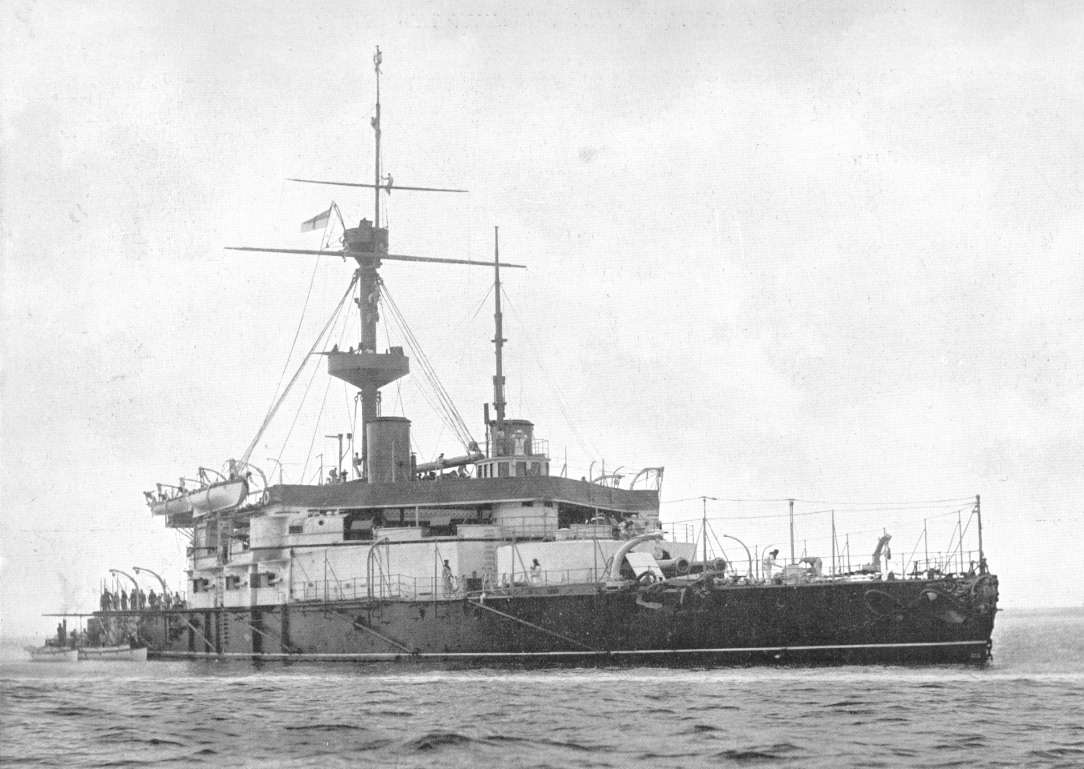
A pre-dreadnought csatahajók korai generációjába tartozó brit Trafalgar osztályú HMS Trafalgar.
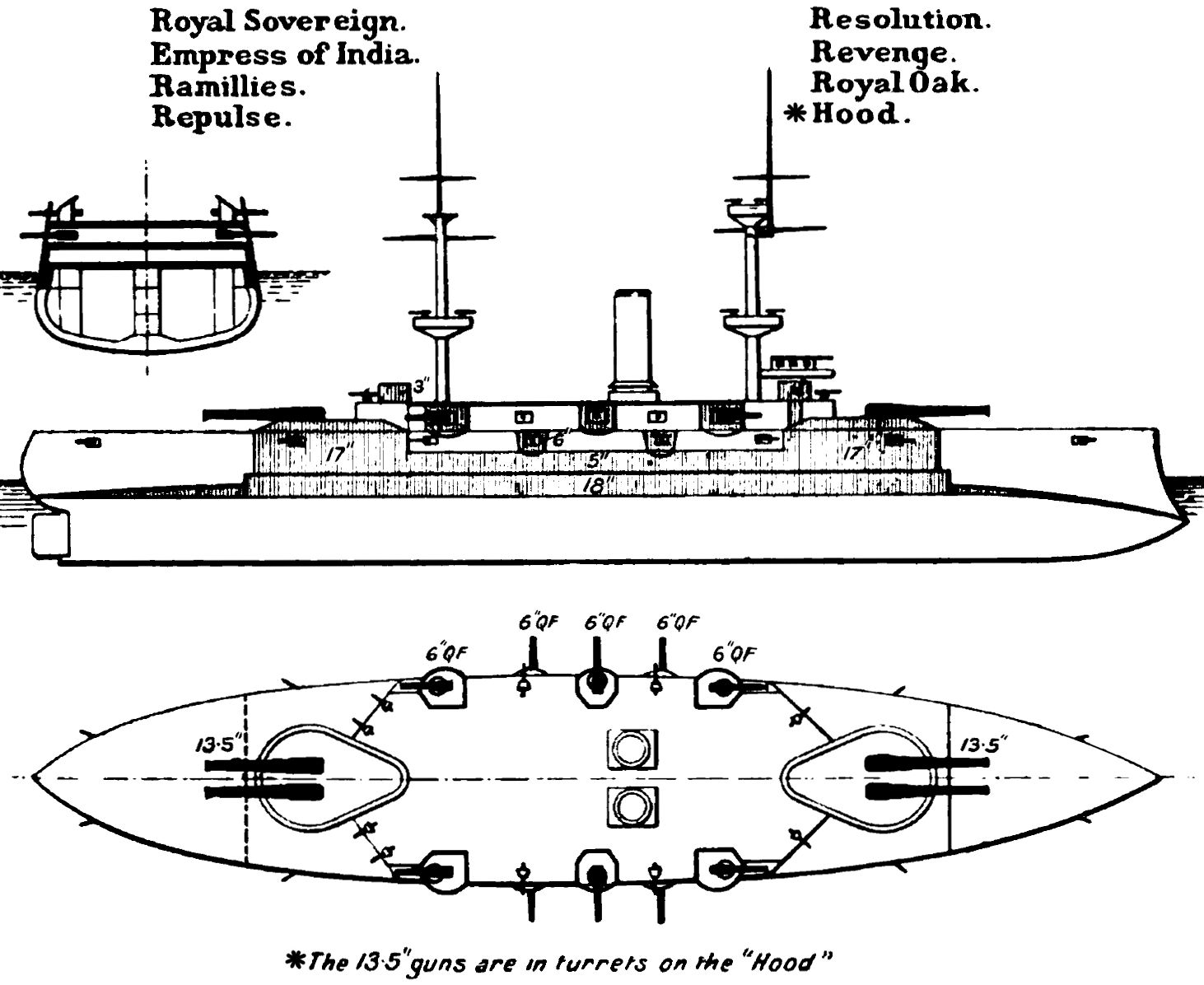
A kiválóan sikerült, barbettás brit Royal Sovereign osztályú pre-dreadnought csatahajók jellegrajza.
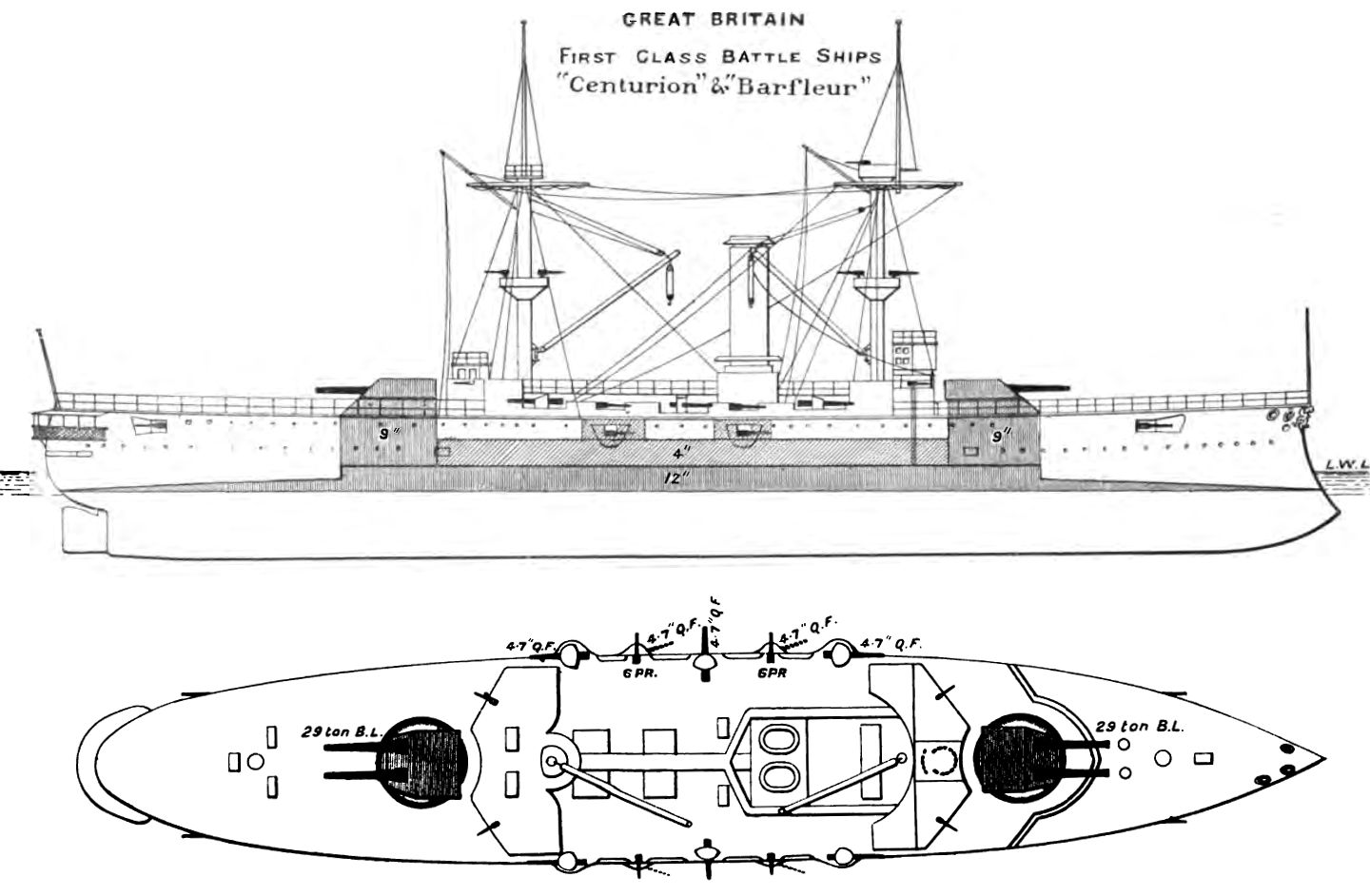
A Centurion típusú, másodosztályú, csak 4 x 254 mm-es lövegből álló fő tüzérséggel felszerelt brit pre-dreadnought csatahajók jellegrajza.
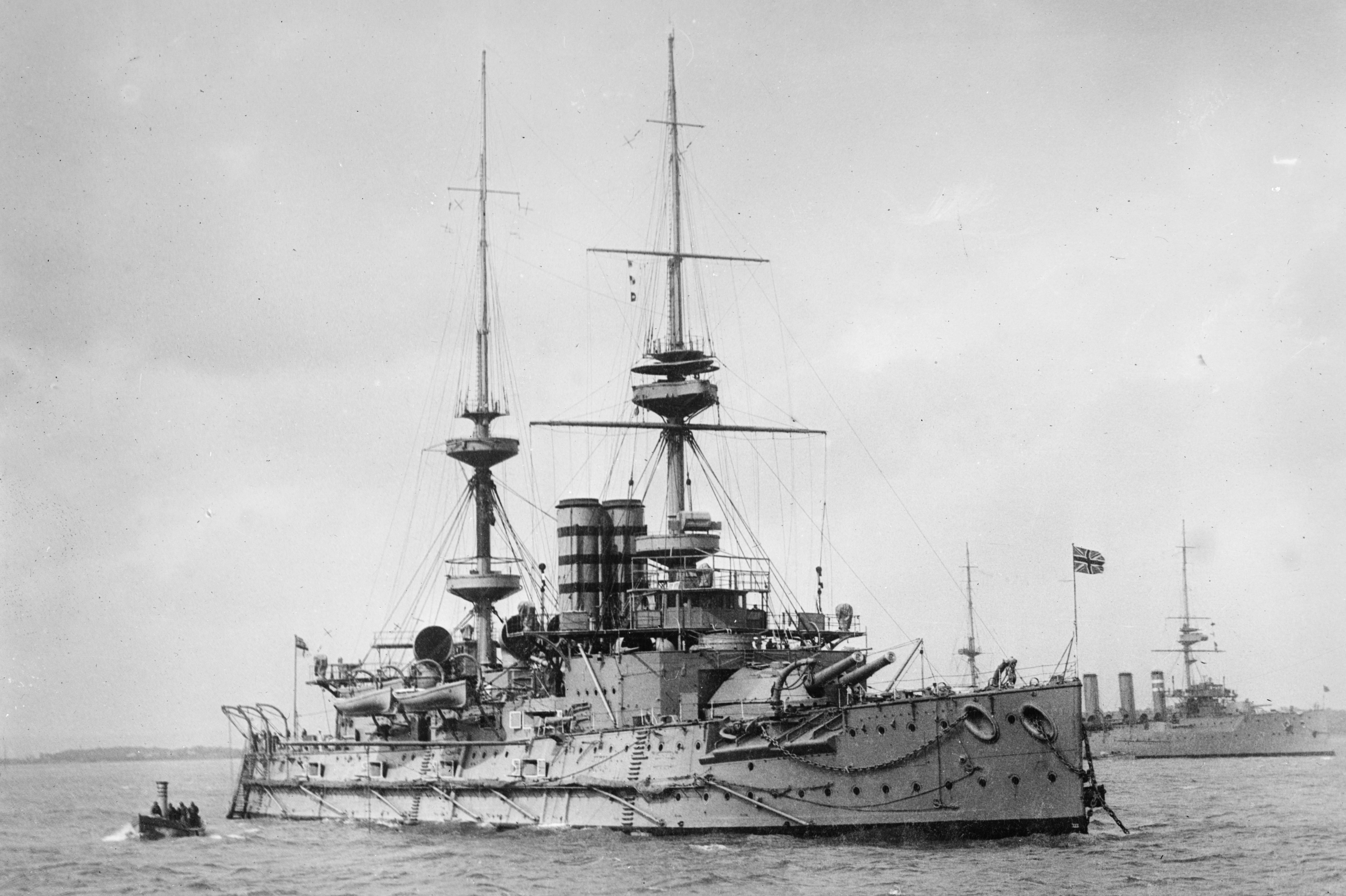
A pre-dreadnoughtok késői generációjába tartozó, Majestic osztályú HMS Mars brit csatahajó.
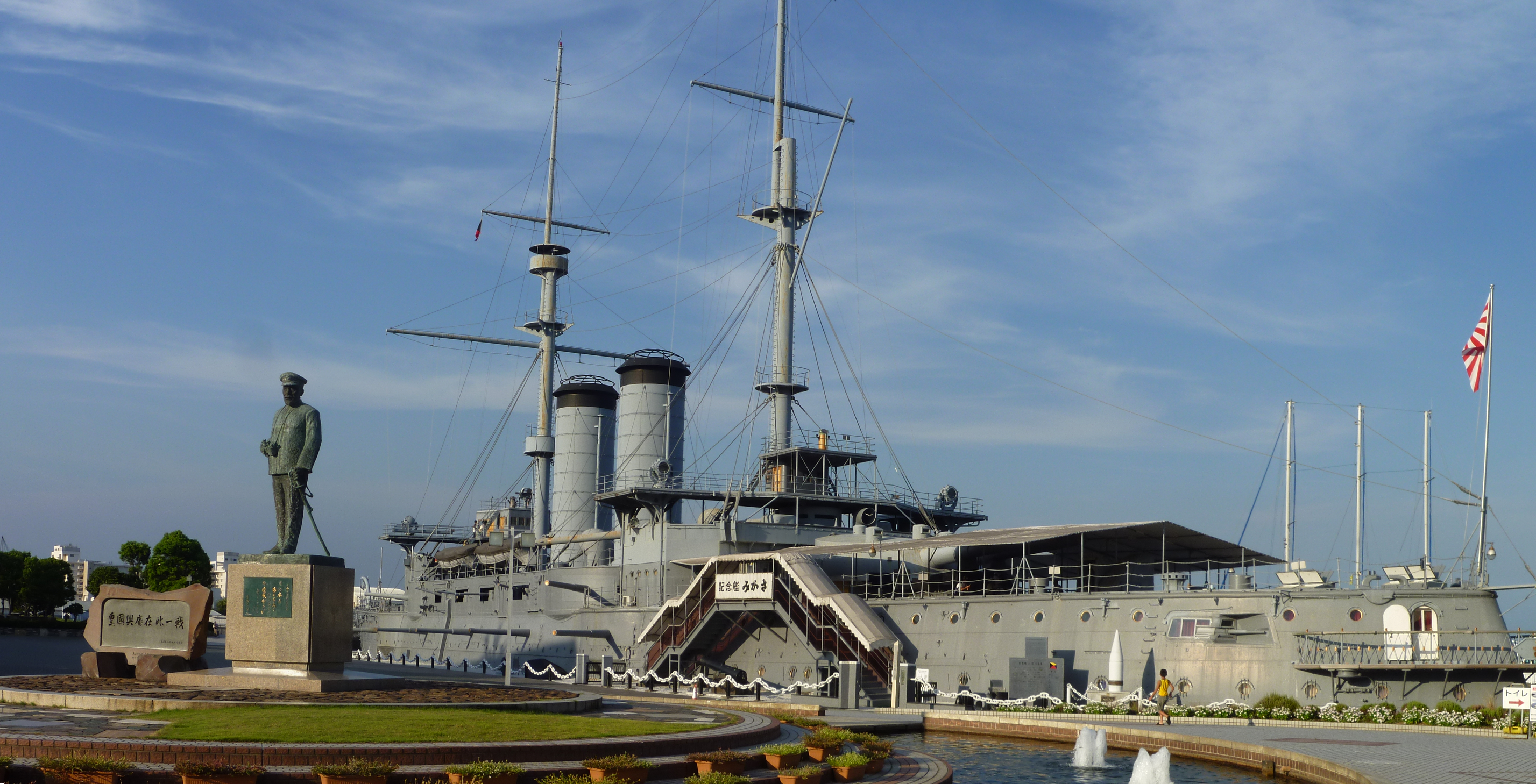
A brit építésű japán Mikasza pre-dreadnought csatahajó a típus egyetlen, napjainkra fennmaradt példánya, melyet múzeumhajóként őriztek meg.
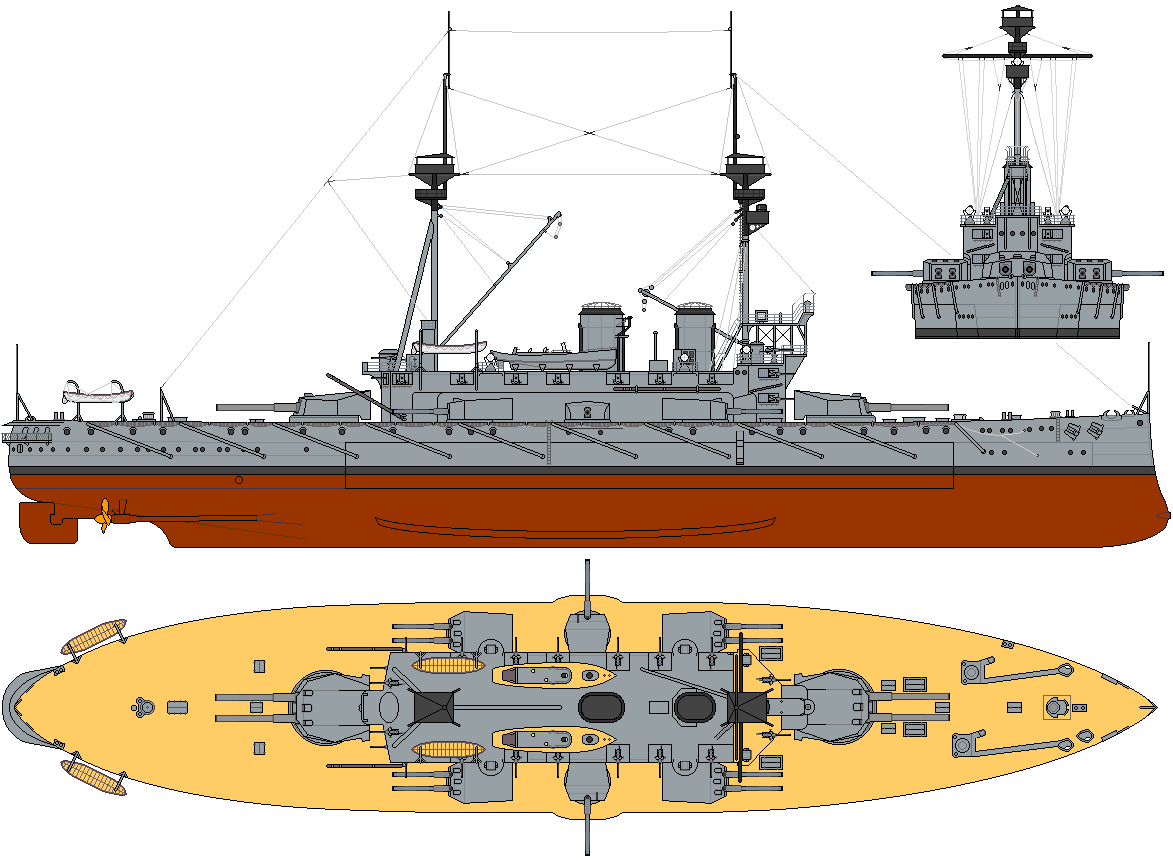
A pre-drednoughtok fejlődésének egyik csúcspontját az erős középnehéz másodlagos tüzérséggel ellátott Lord Nelson osztály jelentette. A rajzon az HMS Agamemnon látható.
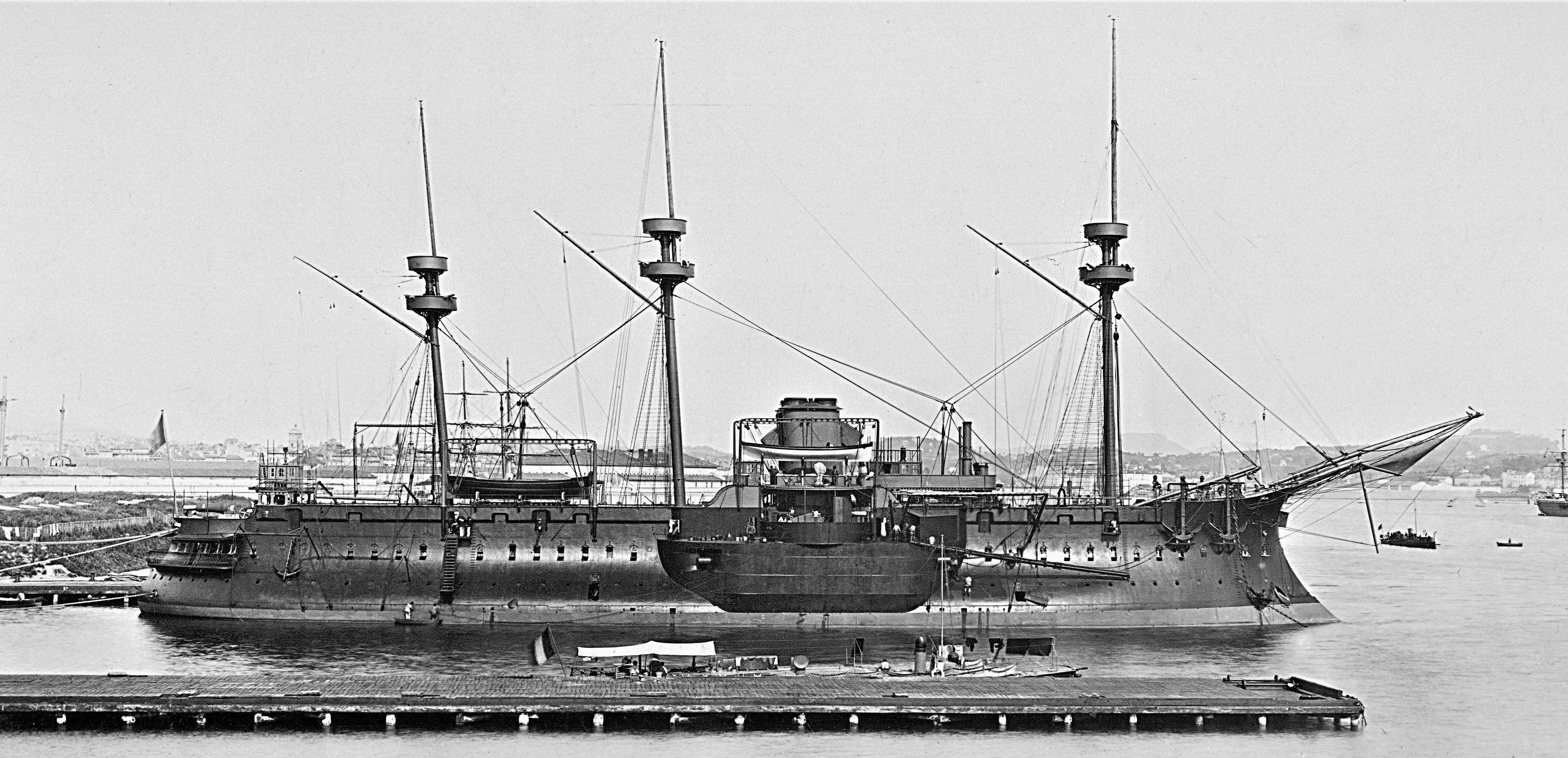
A Redoutable központi üteges francia pre-dreadnought csatahajó.
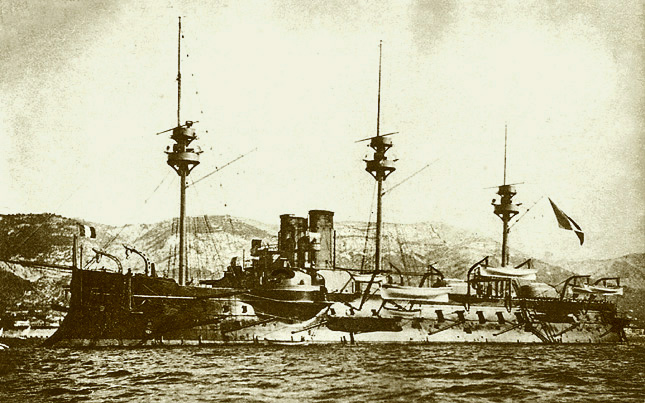
Az Amiral Duperré francia barbettás pre-dreadnought csatahajó.
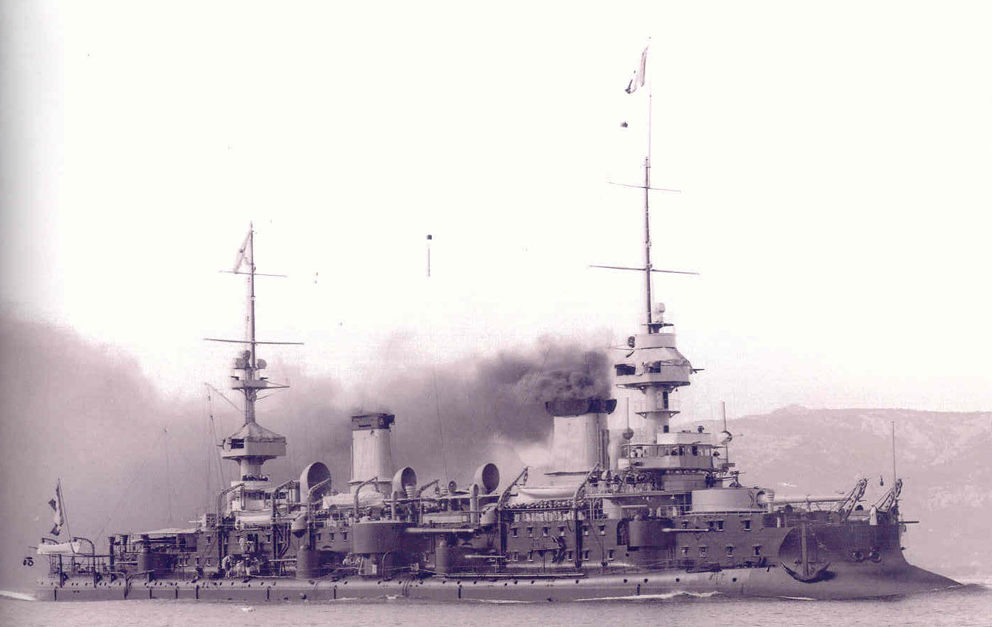
A Masséna, egy jellegzetes francia pre-dreadnought csatahajó a tengeren.
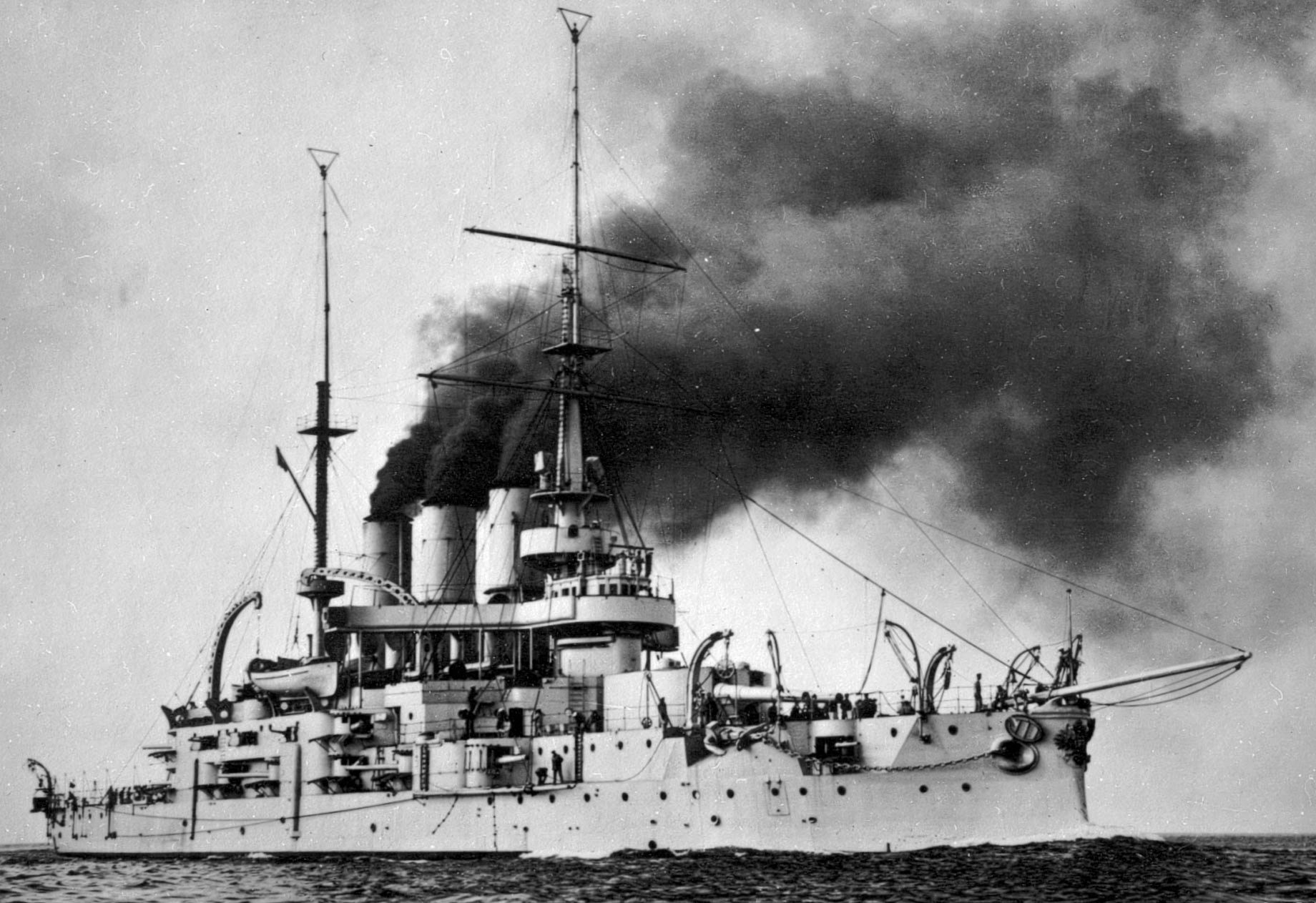
Az 1905-ös orosz forradalomban szerepet játszó Patyomkin páncélos (1906-os átnevezése után Panteleimon)